# مارسيل كارون
مارسيل كارون هو رسام بلجيكي، ولد في 13 مايو 1890 في Enghien ‏ في بلجيكا، وتوفي في 1 أغسطس 1961 في لياج في بلجيكا.